# Ракеты Октября
«Ракеты октября» (англ. The Missiles of October) — документальная телевизионная драма 1974 года о Карибском кризисе. В телефильме Уильям Дивейн сыграл президента Джона Ф. Кеннеди, а Мартин Шин — генерального прокурора США Роберта Ф. Кеннеди. Сценарий основан на посмертно опубликованной в 1969 году книге Роберта Кеннеди «Тринадцать дней: мемуары о кубинском ракетном кризисе».
Название фильма содержит аллюзию на книгу Барбары Такман 1962 года «Пушки августа» (англ. The Guns of August), в которой описываются события и сделанные руководителями держав ошибки, приведшие к Первой мировой войне, и которая была президент Кеннеди прочитал незадолго до кризиса. В фильме Кеннеди сравнивает события книги с Карибским кризисом.
Длительность телефильма — два часа. В нём мало активных действий и красочных сцен и одеяний, он основан на диалогах, эмоциях и принятии решений. Он рассказывает, как мир подошёл к грани глобальной термоядерной войны, но в конце концов отошел от неё. В нём подчёркивается роль президента Джона Кеннеди, премьер-министра Никиты Хрущева, генерального прокурора Роберта Кеннеди, посла США в ООН Адлая Стивенсона и бывшего госсекретаря Дина Ачесона.
Этот фильм позволил широкой американской общественности США впервые заглянуть за кулисы внутренней работы, разногласий и как в администрации Кеннеди был достигнут консенсус о блокаде Кубы вместо вторжения. В нём подробно описываются попытки США предоставить СССР пространство для переговоров, а также периодически изображается Хрущев, сообщающий о развитии ситуации своим соратникам по Коммунистической партии.
Вице-президент Кеннеди Линдон Б. Джонсон, который был членом Исполнительного комитета Совета национальной безопасности и присутствовал на большинстве заседаний во время кризиса, в фильме не фигурирует.
Режиссёром фильма — Энтони Пейдж, сценаристы — Стэнли Р. Гринберг и Роберт Кеннеди.

## В ролях
- Уильям Дивейн — президент Джон Ф. Кеннеди
- Мартин Шин — генеральный прокурор США Роберт Ф. Кеннеди.
- Джон Рэндольф — Джордж Болл, заместитель государственного секретаря
- Джеймс Олсон — Макджордж Банди, советник по национальной безопасности
- Говард да Сильва — Никита Хрущев
- Ричард Карлан — Леонид Брежнев
- Вилл Кулува — Валериан Зорин
- Джон Мак-Мурти — Евгений Евтушенко
- Нехемия Персофф — министр иностранных дел СССР Андрей Громыко
- Альберт Паульсен — посол СССР А. Ф. Добрынин
- Ральф Беллами — Эдлай Стивенсон
- Джеймс Хонг — генсек ООН У Тан
- Кин Кертис — директор ЦРУ Джон Маккоун
- Клиффорд Дэвид — Тед Соренсен
- Джон Дехнер — Дин Ачесон
- Эндрю Дугган — генерал Максвелл Тейлор
- Дана Элькар — Роберт Макнамара
- Рон Фейнберг — генерал Шарль Де Голль
- Ларри Гейтс — государственный секретарь Дин Раск
- Роберт Либ — генерал Кертис Лемей
- Деннис Патрик — Льюэллин Томпсон
- Харрис Юлин — агент КГБ Александр Фомин